# Michel Velleman
Michel Velleman (Groningen, 5 januari 1895 – Sobibór, 2 juli 1943), beter bekend onder de artiestennaam Ben Ali Libi, was een Nederlandse goochelaar en illusionist. Tijdens de Tweede Wereldoorlog werd hij door de nazi's vermoord.

## Biografie
Het gezin Velleman woonde in 1910, of wellicht al eerder, in Amsterdam. Michel Velleman ging gaandeweg optreden als "humoristisch goochelaar, professor Ben Ali Libi". Het Nieuwsblad van het Zuiden schreef in 1924 over hem: Ben Ali Libi is een handige toovenaar die de aanwezigen versteld doet staan van zijn ongelooflijke toeren. Al deze toeren op te noemen is natuurlijk onmogelijk, doch hij had een groot succes. Een heele avond met deze toovenaar alleen zou niemand vervelen. Hij trad onder meer op voor prins Hendrik en voor de Duitse ex-keizer Wilhelm. Hij trad overdag op voor kinderen en in avondvullende cabaretshows met artiesten als Johnny & Jones, Marie Hamel en John de Leeuw. Op 12 oktober 1927 was Velleman op de radio te horen in het kinderprogramma van Antoinette van Dijk.
Ook tijdens de oorlog bleef hij doorwerken. Na verdere beperkende maatregelen ging hij werken voor de Culturele Afdeling van de Joodse Raad en gaf hij goochelles aan huis. Een van zijn laatste optredens vond op 24 mei 1942 plaats in Kamp Molengoot.
Tijdens de grote razzia van juni 1943 werd de Joodse Velleman samen met zijn gezin in zijn huis aan het Amsterdamse Merwedeplein 59 II-hoog opgepakt. Hij werd gedeporteerd naar kamp Westerbork en vandaaruit op 29 juni getransporteerd naar vernietigingskamp Sobibór, waar hij bij aankomst op 2 juli werd vermoord.
Zijn zoon was op het moment van de razzia niet aanwezig. Hij werd gewaarschuwd om niet thuis te komen en heeft mede hierdoor als enige van zijn familie de oorlog overleefd. Hierdoor kon de tak van de familie Velleman voortleven.

## Nalatenschap
Ben Ali Libi is bekend geworden door het gelijknamige gedicht dat Willem Wilmink heeft geschreven opgenomen in zijn laatste dichtbundel Je moet je op het ergste voorbereiden, uitgebracht in 2003, enkele maanden later zou hij overlijden. Wilmink kwam op dat idee door het boek Door de nacht klinkt een lied: amusement in Nederland 1940-1945 van Henk van Gelder uit 1985. In het register van vermoorde artiesten achter in het boek trof hij de naam Ben Ali Libi aan. Aangespoord door de met hem bevriende Joost Prinsen schrijft Wilmink in 1987 een gedicht over een denkbeeldige "kleine Joodse schlemiel" die zich ondanks goochelkunsten en een zorgvuldig gekozen alibi niet kan verstoppen voor de fantasieloze aanhangers van Hitler's "rücksichtslose" Derde Rijk. Nadat de tekst door componist Harry Bannink van muziek is voorzien vertolkt Prinsen het lied in TipTop, een theaterprogramma uit 1996 over de geschiedenis van het Joodse amusement in Nederland.
Een jaar na het overlijden van Wilmink is het gedicht door Prinsen op emotionele wijze voorgedragen in de NPS-documentaire uit 2004 Willem Wilmink - Dichter in de Javastraat, geregisseerd door documentairemaker Dirk Jan Roeleven:
Op een lijst van artiesten, in de oorlog vermoord, 
staat een naam waarvan ik nog nooit had gehoord, 
dus keek ik er met verwondering naar: 
Ben Ali Libi. Goochelaar.
(Wilmink, fragment van het gedicht)
In maart 2012 noemde Bram Moszkowicz in een uitzending van Pauw & Witteman het gedicht als leidmotief voor zijn eigen leven en handelen. Hij had het gedicht opgenomen in zijn boek. Enkele dagen na deze uitzending bleek Ben Ali Libi uit het gedicht echt te hebben bestaan. Voor documentairemaker Dirk Jan Roeleven was dit de aanleiding om de documentaire Ben Ali Libi - goochelaar te maken, die in 2015 uitkwam.

## Eerbetonen
In Amsterdam is sinds maart 2017 een brug naar hem genoemd. Op 1 september 2017 kreeg Michel Velleman een gedenkteken bij zijn geboortehuis, Ruiterstraat 7 in Groningen. In juli 2021 werden struikelstenen geplaatst voor de woning Merwedeplein 59, Amsterdam. 